# 韋德莫爾條約
韋德莫爾條約是9世紀威塞克斯國王阿爾弗雷德大帝與維京國王古斯盧姆之間的協議。在威爾士教士阿塞爾著作《艾爾弗雷德傳》中提到了此條約，阿塞爾描述了古斯盧姆在愛丁頓戰役中被擊敗，幾天后，古斯盧姆投降。其後，他同意與阿爾弗雷德簽訂和約。該條約的條件是古斯盧姆接受洗禮以認可該條約，同時允許他維持他對基督教附庸的合法統治，而對他的異教附庸保持異教之地位。此外，其軍隊離開威塞克斯，退回薩塞克斯的哈德利。

## 來源和歷史背景
878年，威塞克斯國王阿爾弗雷德在愛丁頓戰役中擊敗維京人。維京人領袖古斯盧姆帶著他的軍隊殘部退回要塞，阿爾弗雷德帶領軍隊圍攻要塞，迫使其投降。
据阿塞尔的說法，十四天后，维京人：
...他們被饥饿、寒冷和恐惧彻底吓坏了，最后绝望了。在这个条件下他們開始寻求和平：國王應該從他們那裡帶走他想要的人質，不給他們任何人質...——Asser 1983，第84–85頁
阿尔弗雷德接受了古斯盧姆的投降，维京人给了阿尔弗雷德和平人质：
他们还发誓将立即离开他的王国，而他们的国王古斯盧姆则歸附基督教，并接受阿尔弗雷德国王的洗礼；他和他的手下都按照他们的承诺履行了这一切。——Asser 1983，第84–85頁
三周后，古斯盧姆和他最重要的30名武士到阿特尔尼附近的阿勒尔找阿尔弗雷德並接受了洗礼。阿尔弗雷德接受他为自己的养子。八天后，他們受洗時的穿著被送到切达附近的韦德莫爾的阿尔弗雷德王宮領地和教堂。
在接下来的12天裡，古斯盧姆和他的首领们与阿尔弗雷德呆在一起，並受到禮物和宴會的款待。878年夏，古斯盧姆的军队留在了奇彭纳姆。而後按照约定，古斯盧姆和他的军队离开了威塞克斯，繞近路經西伦塞斯特，最终来到東盎格利亞。

### 書籍
- Abrams, Lesley. . Higham, N. J.; Hill, D. H.  (编). . Abingdon, UK: Routledge. 2001. ISBN 0-415-21497-1.
- Asser. . Keynes, Simon; Lapidge, Michael  (编). . Penguin Classics. 1983. ISBN 978-0-14-044409-4.
- Attenborough, F.L. Tr (编). . . Cambridge: Cambridge University Press. 1922. OCLC 460226655.
- Ayto, John; Crofton, Ian. . London: Weidenfeld & Nichoson. 2005. ISBN 0-304-35385-X.
- Gransden, Antonia. . London: Routledge. 1996. ISBN 0-415-15124-4.
- Horspool, David. . London: Profile Books. 2006. ISBN 1-8619-7786-7.
- Keynes, Simon. . Anglo-Saxon England (Cambridge University Press). 1999, 28: 225–356. ISSN 0263-6751. JSTOR 44512350. doi:10.1017/S0263675100002337.
- Morgan, Giles. . Somerton, Somerset: Oldcastle Books. 2018. ISBN 978-0-85730-166-6.
- Smyth, Alfred P. . Oxford: Oxford University Press. 1995. ISBN 0-19-822989-5.
- Stenton, F. M. . Oxford: OUP. 1971: 257. ISBN 978-0-19-280139-5.
- Whitelock, Dorothy (编). . English Historical Documents 1 2. Oxford: Routledge. 1996. ISBN 0-203-43950-3.
- Wood, Michael. . London: BBC. 2005. ISBN 978-0-563-52276-8.